# Big Hero 6
Ne doit pas être confondu avec Les Nouveaux Héros.
Big Hero 6 est le nom d'une équipe de super-héros évoluant dans l'univers Marvel de la maison d'édition Marvel Comics. L'équipe apparaît pour la première fois dans le comic book Sunfire & Big Hero 6 #1 en septembre 1999.
Big Hero 6 est l'équivalent au Japon de l'équipe des Vengeurs aux États-Unis.
Une adaptation en film d'animation intitulée Les Nouveaux Héros sort en 2014 aux États-Unis et en 2015 en France.

## Biographie du groupe
L'équipe Big Hero 6 est formée par des politiciens et des hommes d'affaires. Le Samouraï d'argent est désigné par le Japon pour être le meneur sur le terrain. D'autres super-héros japonais sont recrutés, comme l'espionne et scientifique Honey Lemon et le criminel Gogo Tomago. D'autres agents rejoignent le groupe, comme le jeune génie Hiro et son dragon synthétique Baymax. Au cours d'un combat, le mutant Feu du soleil aide l'équipe.
L'équipe installe son QG dans un parc d'attractions et devient l'alliée de la Division Alpha, puis l'adversaire des Maîtres du mal.
Feu du Soleil quitte l'équipe pour rejoindre la X-Corporation de Mumbai, en Inde, et le Samouraï d'Argent reprend ses activités criminelles.
Honey Lemon ramène d'une réalité alternative Sunpyre, la sœur de Feu du soleil, et un agent spécial nommé le Samourai d'ébène est assigné au commandement de l'équipe nationale japonaise. Mais c'est Hiro qui prend finalement le poste de chef, étant le plus expérimenté.

## Composition
- Baymax, synthézoide créé par Tadashi (grand frère de Hiro) pouvant se transformer en dragon et possédant les implants mémoriels du frère du jeune Japonais.
- le Samourai d'ébène, un super combattant immortel possédant un long sabre.
- Gogo Tomago (Leiko Tanaka), qui transforme son corps en boule d'énergie explosive et peut être projetée à grande vitesse.
- Hiro Takachiho, jeune inventeur génial qui crée Baymax.
- Honey Lemon (Aiko Miyazaki), jeune fille possédant une bourse liée à une autre dimension.
- Wasabi No-Ginger, qui peut matérialiser des couteaux pour paralyser ses ennemis.
- Fred, qui peut se transformer en Kaiju.
- Sunpyre, capable de ioniser la matière et de la transformer en rafales de plasma brûlant. Elle peut également voler et possède un champ de force invisible la protégeant de la chaleur.

## Apparitions dans d'autres médias
En 2013, Walt Disney Animation Studios annonce la sortie du premier film d'animation inspiré de Marvel, intitulé Les Nouveaux Héros et prévu pour le 7 novembre 2014 aux États-Unis et le 11 février 2015 en France.
En raison des droits d'auteur détenus par la Fox, certains personnages dont le Samouraï d'argent n’apparaissent pas dans le film (car il apparaît déjà dans Wolverine : Le Combat de l'immortel) et quelques modifications sont faites pour le scénario, dont les personnages (Wasabi No-Ginger devient Wasabi ; un afro-américain et non un asiatique, Hiro Takachiro, devient Hiro Hamada, un américano-nippon) et le lieu de l'action (les événements se déroulent à San Fransokyo).
Baymax, un manga dessiné par Kentarō Ueno, une adaptation du film avec une histoire alternative, est publié au Japon par l'éditeur Kōdansha en 2014, et en France par Pika en 2015.